# Iridia Salazar
Iridia Salazar, född den 14 juni 1982 i Mexico City, är en mexikansk taekwondoutövare.
Hon tog OS-brons i fjäderviktsklassen i samband med de olympiska taekwondo-turneringarna 2004 i Aten.